# Ullava
Ullava este o fostă comună din Finlanda, care acum aparține Kokkola.